# U-170 (1942)
U-170 – niemiecki okręt podwodny (U-Boot) typu IX C/40 z okresu II wojny światowej. Okręt wszedł do służby w 1943 roku. 

## Historia
Wcielony do 4. Flotylli U-Bootów celem treningu i zgrania załogi. Od czerwca 1943 roku w 10., a od listopada 1944 roku w 33. Flotylli jako jednostka bojowa.
Podczas pierwszego patrolu bojowego rozpoczętego w maju 1943 roku, U-170 został zmuszony do przerwania zadania i zastąpienia zatopionej „mlecznej krowy” (podwodnego zaopatrzeniowca typu XIV) U-463 i przekazania swojego paliwa U-135, U-732 i U-488. Podczas powrotu do bazy w Lorient wraz z U-535 i U-536 jednostka została zaatakowana przez brytyjski samolot B-24 Liberator. U-Boot nie odniósł uszkodzeń, ale U-535 został zatopiony.
Kolejny patrol – u wybrzeży Ameryki Południowej zaowocował jedynym sukcesem U-170 – zatopieniem starego brazylijskiego frachtowca „Campos” o pojemności 4663 BRT. Podczas rejsu okręt uzupełniał paliwo i zaopatrzenie z U-460 i U-219; usiłował również – bezskutecznie – odnaleźć uszkodzonego U-848. Trzeci patrol (luty-maj 1944 roku) miał miejsce u zachodnich wybrzeży USA i na Morzu Karaibskim, czwarty (sierpień-grudzień 1944 roku) zaś u wybrzeży Afryki Zachodniej. Atakowany przez samoloty z lotniskowca USS „Guadalcanal”, zdołał jednak powrócić do bazy. 
W kwietniu 1945 roku U-170 cumował w bunkrze w Kilonii, przechodząc niezbędne naprawy. W związku ze zbliżającym się nalotem dowódca, wbrew rozkazom, nakazał przygotowanie U-Boota do alarmowego zanurzenia, co prawdopodobnie uratowało okręt przed zatopieniem. Bliska eksplozja wyrwała wrota bunkra i zatopiła cumujący koło U-170 U-4708.
U-170 skapitulował 8 maja 1945 roku w Horten (Norwegia). Przebazowany do Scapa Flow, a następnie do Loch Ryan, został zatopiony 9 listopada 1945 roku podczas operacji Deadlight ogniem artyleryjskim polskiego niszczyciela ORP „Piorun”. 